# 티모시네 유치원
《티모시네 유치원》(Timothy Goes To School)은 캐나다-중국 합작 애니메이션이다.